# Przemiany (film)
Przemiany – polski dramat obyczajowy z 2003 roku, nakręcony w październiku 2002; zdjęcia plenerowe pokazują Warszawę i Grodzisk Mazowiecki

## Obsada aktorska
- Maja Ostaszewska – Marta Mycińska
- Jacek Poniedziałek – Adrian Snaut
- Katarzyna Herman – Wanda
- Aleksandra Konieczna – Basia Ostrowska, siostra Wandy i Marty
- Maria Maj – matka
- Wojciech Kalarus – Tadeusz Myciński

## Fabuła
Do domu nad jeziorem przyjeżdża narzeczony jednej z trzech mieszkających tam sióstr, Adrian Snaut. Chce prosić o rękę Wandy. Matka, znając przeszłość ewentualnego zięcia, niepokoi się o los córki. Prosi Snauta, żeby został na kilka dni – chciałaby go lepiej poznać.

## Nagrody
2003:
- Festiwal Polskich Filmów Fabularnych w Gdyni:
  - Nagroda Prezesa Zarządu Telewizji Polskiej
- MFF w Turynie:
  - Nagroda Specjalna Jury za niespotykaną intensywność, jaką zademonstrowali wszyscy aktorzy, portretując swoich bohaterów
  - Nagroda FIPRESCI za niespotykaną intensywność, jaką zademonstrowali wszyscy aktorzy, portretując swoich bohaterów
  - Nagroda Młodych za rygorystyczną i zasadniczą narrację, za znakomitą reżyserię aktorów, oraz za pokazanie łamania skorupy rodziny, która za niepewną równowagą skrywa patologie i niewyjaśnione urazy

2004:
- Orzeł, Polska Nagroda Filmowa:
  - nominacja za główną rolę kobiecą – Maja Ostaszewska

2005:
- Nagroda im. Zbyszka Cybulskiego – Maja Ostaszewska